# Epístola a Yemen
La Epístola a Yemen (en hebreo: אגרת תימן, Iguéret Temán) fue una importante comunicación que escribió Maimónides a la comunidad judía de Yemen. Se estima que fue escrita en 1172. Se debió a la persecución religiosa y la herejía en el siglo XII en el país. La comunidad yemenita, aunque pequeña, y dispersa a lo largo de todo el país, había logrado tener éxito en los negocios y usaban sus recursos para adquirir libros sobre la historia de su fe. 
Cuando se organizó una revuelta contra el sultán Saladino, fundador de la dinastía Ayúbida y de rito sunita, en venganza los musulmanes chiitas comenzaron a perseguir a los judíos de Yemen. Al mismo tiempo, un hombre comenzó a predicar una religión sincrética que combinaba el judaísmo y el Islam y afirmó que estaba escrita en la Torá su llegada como un profeta. La persecución y la apostasía creciente hizo que uno de los más respetados rabinos de Yemen, Jacob ben Netanel ibn al-Fayyumi escribiera pidiendo consejo a Maimónides, cuya fama como erudito de la Torá era conocida en todo el mundo judío de entonces.
Maimónides respondió en una carta escrita en árabe que luego fue traducida al hebreo. Esta carta causó una tremenda impresión en la comunidad temaní e hizo que el apoyo a los movimientos mesiánico y apóstata cesara. También sirvió como una fuente de fortaleza, consuelo y apoyo para la fe en la persecución continua. Poco tiempo después, Maimónides se presentó ante Saladino en El Cairo, para interceder por la comunidad yemenita, y poco después la persecución llegó a su fin.